# Азулевич
Азулевич (пол. Azulewicz) — польский шляхетский герб. 
Герб Азулевич внесен в Часть 1 Гербовника дворянских родов Царства Польского.

## Описание
В красном поле серебряная стрела остриём вверх. В клейноде выходящая рука в железном наруче с мечом в золото оправленным, вправо. 

## Используют
Азулевичи, одна из татарских фамилий в Великом Княжестве Литовском оседлых, которым, на основании Сеймовых конституций 1768 и 1786 года, предоставлены были в потомственное владение земские имущества, состоящие у них по разным условиям в арендном содержании. На основании вышеозначенных конституций Александр Азулевич владел имением Лемуцяны-Курманчики, иначе Понары называемым.
Якуб Азулевич (1738 — 1794) — полковник 2-го Улановского двора полка.